# Atersa
Atersa es una empresa española fabricante de paneles fotovoltaicos, radicada en la Comunidad Valenciana.
Con más de 40 años de experiencia y 300 profesionales cualificados, Atersa es, en España, la empresa pionera dentro del sector de la energía solar fotovoltaica. En la actualidad forma parte del grupo empresarial español Elecnor, cuya actividad se centra en los sectores de energía, telecomunicaciones y medio ambiente.

Atersa desarrolla, fabrica y comercializa todos los componentes necesarios para la configuración de un sistema solar fotovoltaico a través de sus líneas de producción propias, en Valencia y oficinas comerciales en Madrid, Valencia y Milán.
Su factoría en Almusafes (Comunidad Valenciana) cuenta con más de 20 000 m² y una capacidad de producción de hasta 344 MW. 
En diciembre de 2017 Atersa lanzó su página de venta en línea.